# Apeadeiro de Formoselha - Santo Varão
O apeadeiro de Formoselha - Santo Varão, por vezes indicado como de Formoselha / Santo Varão ou de Formoselha/Santo Varão,:203] e igualmente denominado (até 1962 e intermitentemente depois dessa data):192] apenas de Formoselha, é uma interface da Linha do Norte, que serve as localidades de Formoselha e Santo Varão, no município de Montemor-o-Velho, em Portugal.

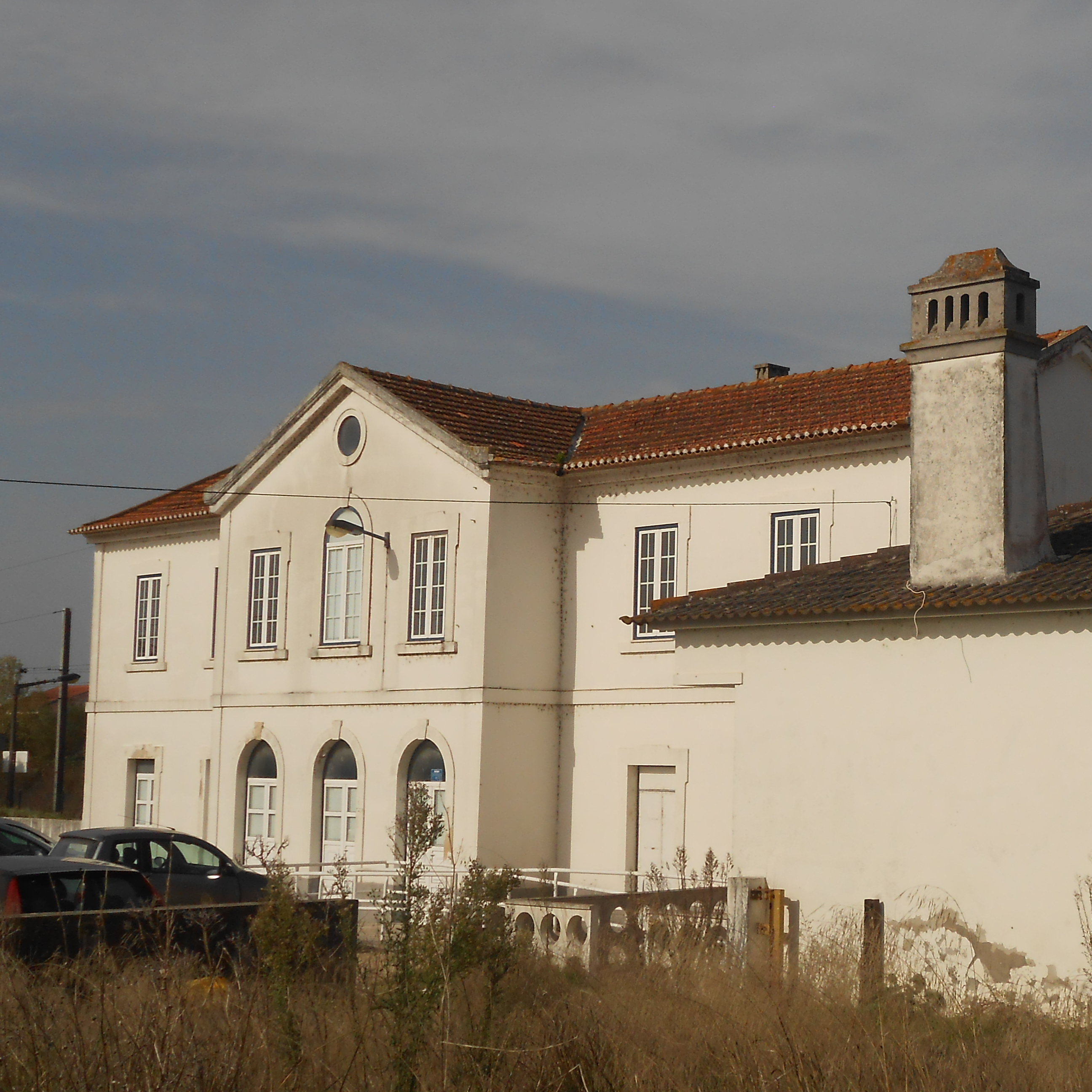
Fachada exterior, em 2016.

## Descrição

### Localização e acessos
Esta interface tem acesso pelo Largo da Estação, na freguesia de Santo Varão, a sul do centro de cada uma das localidades nominais: Igreja do Santo Varão (a menos de um quilómetro) e cruzamento Madalena / Patacão (cerca de um quilómetro).

### Infraestrutura

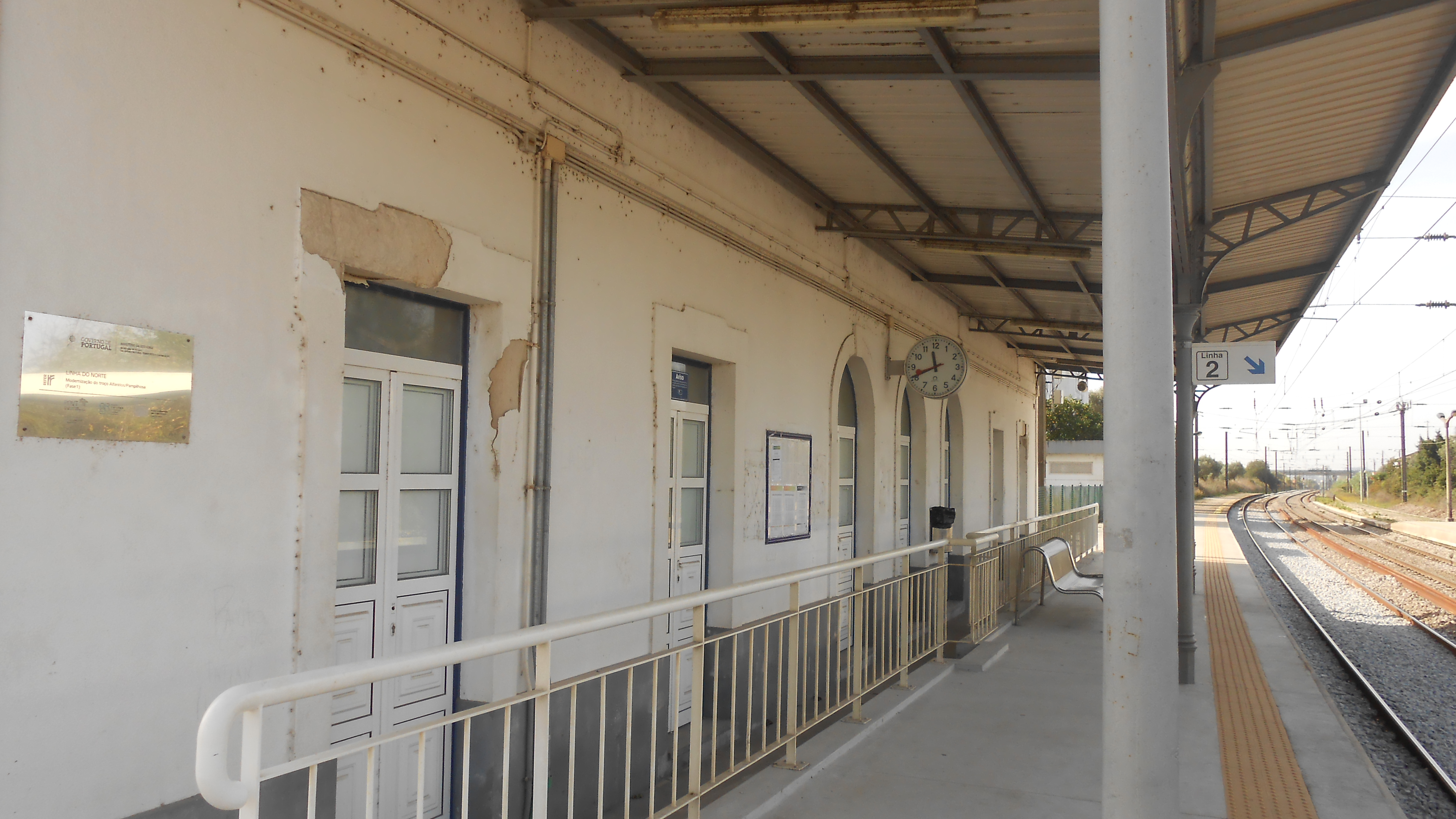
Edifício de passageiro em desuso, 2016.

O edifício de passageiros situa-se do lado sudeste da via (lado direito do sentido ascendente, a Campanhã).

Como apeadeiro numa linha de via dupla, esta interface apresenta-se nas duas vias de circulação (I e II) cada uma acessível por plataforma — estas têm respetivamente 160 e 235 m de comprimento e têm amba uma segmento de 80 m com altura de 685 mm de altura, tendo o restante 300 mm.

### Serviços
Em dados de 2023, esta interface é servida por comboios de passageiros da C.P. de tipo suburbano, com quinze circulações diárias em cada sentido, entre Coimbra e Figueira da Foz, e de tipo regional, com onze circulações diárias no sentido Coimbra-Figueira e doze no sentido inverso.

## História
Durante a fase de planeamento da Linha do Norte, os primeiros projectos determinavam que o lanço de Coimbra a Pombal passaria por Formoselha, Alfarelos e Soure. Este traçado foi alterado pela empresa construtora em 1861, tendo o novo projecto incluído a construção de uma estação em Formoselha. Esta gare deveria servir a Formoselha, Granja do Ulmeiro (futura Alfarelos), Santo Varão, Pereira, e a região na margem direita do Rio Mondego, incluindo Montemor-o-Velho e São Lourenço.
Esta interface situa-se no troço entre as Estações de Soure e Taveiro, que entrou ao serviço em 7 de Julho de 1864.

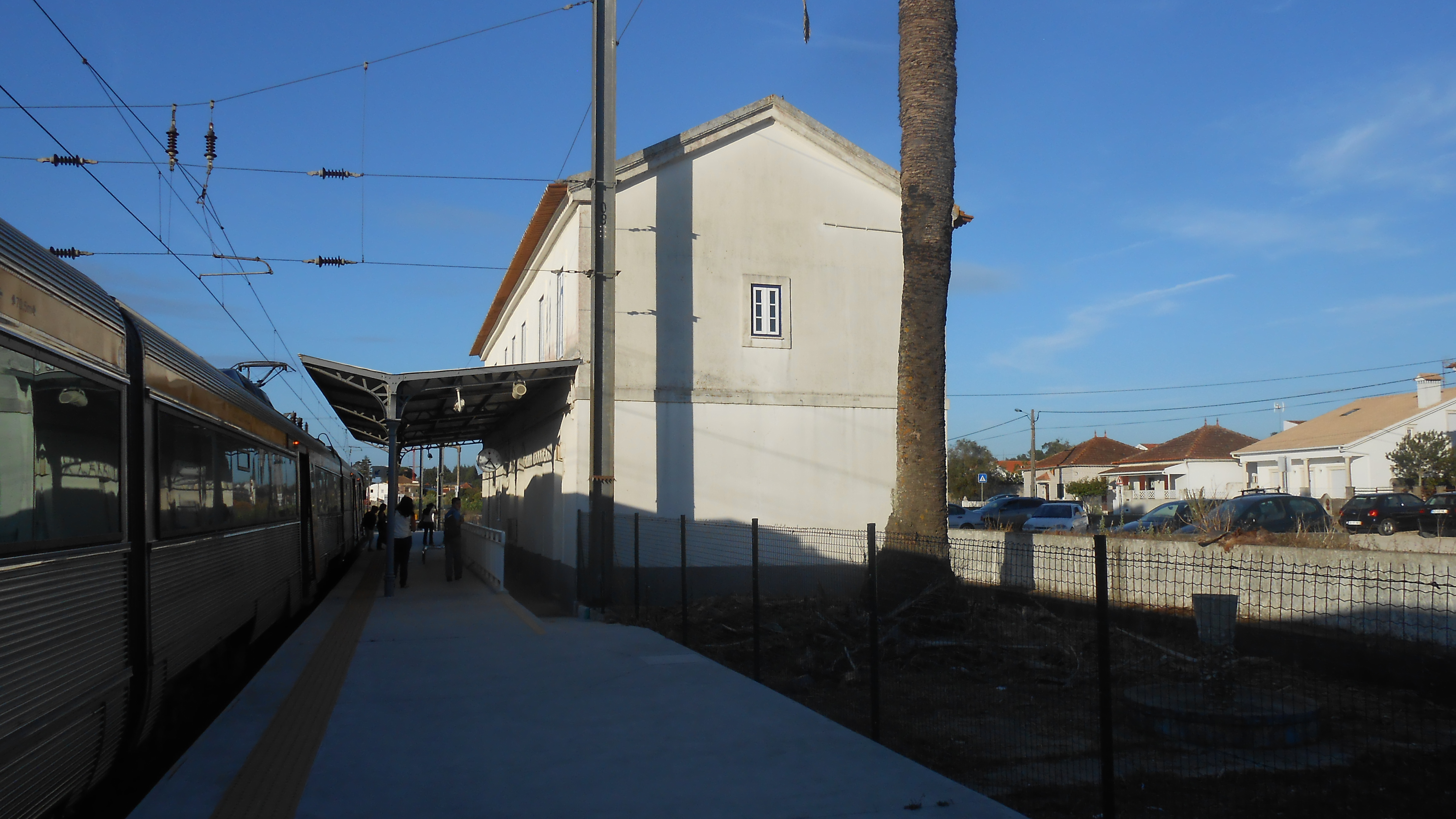
O apeadeiro de Formoselha visto de sudoeste, em 2014.

Antes da abertura do Ramal da Figueira da Foz, que ligava a Figueira da Foz às Linhas do Norte e da Beira Alta, a Formoselha era a principal gare ferroviária utilizada pela Figueira da Foz, especialmente para o transporte de mercadorias. Este ramal foi inaugurado em 3 de Agosto de 1882, como parte da Linha da Beira Alta, que nessa altura se compreendia entre Vilar Formoso e a Figueira da Foz.
Em 6 de Outubro de 1956, o Diário de Notícias reportou uma situação anómala na estação de Formoselha, quando um dos semáforos avariou devido a um enxame de abelhas que se tinha introduzido no mecanismo, bloqueando-o na posição fechada, e impedindo a passagem de um comboio Foguete; a bordo da composição, seguia um inspector de via e obras, que verificou o que tinha sucedido, tendo depois o comboio seguido a sua marcha.
A pedido de várias entidades da sede de Freguesia de Formoselha, esta estação mudou de designação em 1962, de Formoselha para Formoselha - Santo Varão.

Até pelo menos, 1988, esta interface mantinha a classificação de estação, tendo sido despromovida à de apeadeiro antes de 2011.

## Leitura recomendada
- GÓIS, António Correia (1995). Concelho de Montemor-o-Velho: a terra e a gente. Montemor-o-Velho: Câmara Municipal de Montemor-o-Velho. 281 páginas
- SOUSA, Dina (2001). Montemor-o-Velho. Montemor-o-Velho: Câmara Municipal de Montemor-o-Velho. 11 páginas